# Caelidracones
De Caelidracones zijn een groep pterosauriërs behorend tot de groep van de Macronychoptera.
In 2003 benoemde de paleontoloog David Unwin de klade, monofyletische afstammingsgroep, Caelidracones. De definitie was: de groep bestaande uit de laatste gemeenschappelijke voorouder van Anurognathus ammoni en Quetzalcoatlus northropi en al zijn afstammelingen. De naam is afgeleid uit het Latijn: caelum is "hemel" en draco betekent "draak", tezamen dus "hemeldraken", een verwijzing naar een beroemd boek over pterosauriërs van de Britse paleontoloog Harry Govier Seeley uit 1901: Dragons of the Air. De naam is in de wetenschappelijke literatuur wel fout gespeld als "Caelicodracones".
Unwin benoemde de groep naar aanleiding van een kladistische analyse die deze klade vond. De synapomorfieën, gedeelde afgeleide eigenschappen, waren: een quadratum dat naar voren gericht was (Unwin bedoelde daarmee dat juist de onderkant van dit schedelbeen meer naar voren zat); een ellepijp die langer was dan het scheenbeen — de groep had dus korte achterpoten in vergelijking met de voorouders; een kuitbeen dat minder dan 80% van de lengte had van het scheenbeen — het bereikte het calcaneum in de enkel dus niet meer en de rotatie van het onderbeen was dientengevolge zeer beperkt.
De Caelidracones zijn volgens Unwins analyse de zustergroep van de Dimorphodontidae binnen de Macronychoptera en omvatten de Anurognathidae en de Lonchognatha, dus de meeste pterosauriërs behalve de twee meest basale groepen. Volgens een studie van Brian Andres uit 2014 zijn ze echter de zustergroep van Changchengopterus binnen de Pterodactyliformes en staan ze dus veel hoger in de stamboom.